# Grèce aux Jeux olympiques d'été de 1996
L'équipe olympique grecque participe aux Jeux olympiques d'été de 1996 à Atlanta. Elle y remporte huit médailles : quatre en or et quatre en argent, se situant à la seizième place des nations au tableau des médailles. L'haltérophile Pyrros Dimas est le porte-drapeau d'une délégation grecque comptant 121 sportifs (87 hommes et 34 femmes).